# Sciobia longicauda
Sciobia longicauda is een rechtvleugelig insect uit de familie krekels (Gryllidae). De wetenschappelijke naam van deze soort is voor het eerst geldig gepubliceerd in 1939 door Gaillat-Airoldi.